# Кутневич, Борис Герасимович
Борис Герасимович Кутневич (1809—1890) — генерал-лейтенант, комендант Динамюндской крепости.

## Биография
Родился 24 июля 1809 года, происходил из дворян Могилевской губернии.
В военную службу вступил 6 декабря 1826 года в полевую конную артиллерию. В 1831 году принимал участие в подавлении восстания в Польше и был награждён орденом св. Анны 4-й степени и Знаком отличия за военное достоинство (Virtuti Militari) 4-й степени.
В 1845 году произведён в подполковники. Командовал конно-легкой № 5 батареей в 3-й конно-артиллерийской бригаде. 3 июля 1849 года получил чин полковника. В том же 1849 году награждён орденом св. Анны 2-й степени (императорская корона к этому ордену пожалована в 1851 году). 26 ноября 1850 года Кутневич за беспорочную выслугу 25 лет в офицерских чинах был награждён орденом св. Георгия 4-й степени (№ 8394 по кавалерскому списку Григоровича — Степанова).
В 1853—1856 годах Кутневич принимал участие в Крымской войне. В 1854 году за боевые отличия был награждён орденом св. Владимира 3-й степени с мечами, а 10 ноября того же года получил золотую саблю с надписью «За храбрость». В 1856 году командовал конно-артиллерийской бригадой Кавказского линейного казачьего войска. 
30 августа 1866 года Кутневич был произведён в генерал-майоры и назначен Полтавским губернским воинским начальником, с 1868 года был помощником начальника местных войск Казанского военного округа. В октябре 1870 года назначен на должность помощника начальника 17-й пехотной дивизии. В 1873 году стал командиром 1-й бригады этой же дивизии. С 1874 года командовал 2-й бригадой 26-й пехотной дивизии. В конце 1875 года был назначен комендантом Динамюндской крепости. 30 августа 1878 года произведён в генерал-лейтенанты.
В 1882 году Кутневич был зачислен в запасные войска и в 1884 году окончательно вышел в отставку.
Скончался 27 марта 1890 года в Санкт-Петербурге, похоронен на Смоленском православном кладбище.
Среди прочих наград он имел ордена св. Станислава 1-й степени (1870 год), св. Анны 1-й степени (1873 год) и св. Владимира 2-й степени (1881 год).
Его сын Николай за отличие на Шипке был награждён орденом св. Георгия 4-й степени и впоследствии также был генерал-лейтенантом (вышел в отставку в чине генерала от инфантерии).